# Nemesia albicomis
Nemesia albicomis is een spinnensoort in de taxonomische indeling van de bruine klapdeurspinnen (Nemesiidae).
Nemesia albicomis werd in 1914 beschreven door Simon.